# Историја Авганистана
Писана историја Авганистана (Паштунски:د افغانستان تاريخ, Da Afġānistān Tārīkh), датира из времена око 500 година п. н. е. када је подручје било под контролом Ахеменидског царства, мада докази указују да је развијен степен урбанизоване културе постојао између 3000. и 2000. година п. н. е. Цивилизација долине Инда се простирала преко великих делова Авганистана на северу, где је познато неколико локалитета. Александар Велики је са својом војском дошао у оно што је данас Авганистан 330. године п. н. е. након што је поразио Персију у бици код Гаугамеле. Од тада, многа царства су успостављала своје престонице у Авганистану, међу којима су Грчко-бактријско краљевство, Мауријско царство, кушанско краљевство, Сафариди, Саманиди, Газнавиди, Гуриди, Тимуриди, Мугали, Хотаки и Дурани.
Авганистан (у преводу "земља Авгана") је била стратешки важна локација кроз историју. Земља је служила као улаз ка Индијском потконтиненту, древно је жариште Пута свиле, који је превозио робу од Средоземног мора у Кину. Пошто се налази на путу многих трговинских и миграционих рута, Авганистан се може назвати "кружним током средње Азије".
Индо-аријски народи су дошли у Авганистан са севера након 20. века п. н. е. и они су оставили своје језике који су опстали у облику паштунског и даријског. Инвазије Арапа су утицале на културу Авганистана, с обзиром да су зороастризам, хеленизам, хиндуизам и будизам давно ишчезли, или су почели да опадају, као што је било случај са будизмом. Туркијска краљевства као што су Газнавиди, Гуриди и Тимуриди су направила од региона којег данас називамо Авганистан веома важним местом.
Мир Ваис Хотак, а након њега Ахмед Шах Дурани, је ујединио Авганистанска племена и основао последњу Авганистанску империју почетком 18. века нове ере. Суверенитет Авганистана су одржали током Англо-авганистанских ратова, Совјетског рата 1980. г., и рата у Авганистану од 2001. г. бројност и различитост народа: Паштуни, Таџици, Хазаре, Узбеци, Туркмени, Ајмаци и други. Паштуни чине највећу групу.

## Праисторија
Археолошка ископавања праисторијских локалитета Луја Дуприја и других у Дара Куру 1966. године где је пронађено 800 камених алата заједно са делом десне слепоочне кости Неандерталца, указују да су људи живели на простору где је сада Авганистан пре најмање 52000 година. Пећина Кара Камар садржи сечива угљеник-14 из палеолитског времена које датира из времена од пре 34000 година. Пољопривредне заједнице у Авганистану су једне од најстаријих на свету. Археолози су пронашли доказе људског живота који датирају од времена пре 50000. п. н. е. Артефакти указују да су староседеоци били ситни пољопривредници и сточари, највероватније груписани у племена са малим локалним краљевствима која су се уздизала и падала током година. Урбанизација је вероватно почела око 3000. п. н. е.‍:91 Зороастризам је доминирао као религија на том подручју; чак и модерни авганистански соларни календар показује утицај зороастризма у именима месеци. Друге религије као што су будизам и хиндуизам су дошле со изражаја касније, остављајући велики траг у региону. Гандара је име древног краљевства из ведског периода и престоница је била смештена између Хиндукуша и Сулејманових планина (Соломонових планина), иако Кандахар у модерном времену и древна Гандара нису географски идентичне.
Рани досељеници, око 3000. године п. н. е. су највероватније били повезани културом и трговином са суседним цивилизација као што су Џирофт и Тепе Сиалк и цивилизацијом долине Инда. Урбана цивилизација је почела најраније око 3000. године п. н. е. и вероватно је рани град Мундигак (близу Кандахара) био колонија суседне цивилизације долине Инда. Први познати народи су били Индо-ирански народи, али њихов датум доласка варира између 3000. године и 1500. године п. н. е.

### Цивилизација долине Инда
Цивилизација долине Инда је цивилизација из бронзаног доба (3300—1300. п. н. е.) која се простирала од онога што је данас северозападни Пакистан до северозападне Индије и североисточног Авганистана. Локалитет долине Инда је пронађен на реци Аму Дарја код Шортугаја на северу Пакистану. Поред Шортугаја, локалитет Мундигак је вредан помена. У Авганистану се налази и неколико мањих колонија цивилизације долине Инда.

### Бактријско-маргијански археолошки комплекс
Бактријско-маргијански археолошки комплекс је постао важан у југозападном региону између 2200. и 1700. година п. н. е. Град Балх је основан током тог времена (2000—1500. године п. н. е). Могуће је да је Бактријско-маргијански археолошки комплекс био у Индо-Европској култури, вероватно Прото-Индо-аријски народи. Али стандардни модел сматра да је долазак Индо-аријског народа наступио крајем Харапанске цивилизације што је произвело настанак ведског периода раног гвозденог доба.

## Древна историја (700—565. п. н. е.)

### Међани
Постоји много различитих мишљења о простирању Међанског краљевства. На пример, према Ернсту Херцфелду, то је било моћно краљевство, које се простирало од централне Анадолије до Бактрије, све до граница данашње Индије. Са друге стране, Хелејн Санчизи Винденбург (Heleen Sancisi-Weerdenburg) инсистира да нема стварног доказа о постојању Међанског краљевства и да је то била нестабилна државна формација. Било како било, регион онога што је данашњи Авганистан је био накратко под међанском влашћу.

### Ахеменидско царство
Авганистан је пао под Ахеменидску власт након што га је освојио Дарије I Велики. Подручје је подељено на неколико провинција које су назване сатрапије и којима је владао гувернер, или сатрап. Међу ове древне сатрапије су спадале: Арија (Херат); Арахозија (Кандахар, Лашкар Гах и Квета); Бактрија (Балх); Сатагидија (Газни); и Гандара (Кабул, Џалалбад и Пешавар).

### Александар Велики и Селеукиди
Александар Велики је дошао на подручје Авганистана 330. п. н. е. након што је поразио Дарија III годину раније у бици код Гаугамеле. Његова војска је наишла на веома јак отпор у Авганистанским племенским подручјима приликом чега је изјавио да је "лако ући у Авганистан, а тешко изаћи". Иако је његова експедиција у Авганистану била кратка, Александар је оставио иза себе хеленски утицај који је трајао неколико векова. Неколико великих градова је саграђено у региону који је назван "Александрија" укључујући Аријску Александрију (данашњи Херат); Александрију на Тарнаку (близу Кандахара); Александрију на Кавказу (близу Баграма); и коначно, Александрију Есхата на северу. Након Александрове смрти, његово слабо повезано царство се поделило. Селеук I Никатор, официр током Александровог освајања, себе проглашава за вођу његовог Селеукидског царства, обухватајући Персију и Авганистан.

### Грчко-бактријско краљевство
Грчко-бактријско краљевство је основано када се Диодот I Сотер, сатрап Бактрије (а вероватно и околних провинција) одвојио од Селеукидског царства око 250. године прије нове ере. Грчко-Бактрија је трајала све до 130 године п. н. е., када је син Еукратида, краљ Хелиокл I, поражен и истеран из Бактрије од стране Јуези племена. Сматра се да је његова династија наставила да влада у Кабулу и Александрији на Кавказу све до 70. године прије нове ере када је краљ Хермејус поржен од стране племена Јуези.
Један од Деметријевих наследника је, Менандер I, подигао Индо-грчко краљевство у висине између 165.130. п. н. е., ширећи краљевство у Авганистан и Пакистан у веће размере од Деметреја. Након Менандерове смррти, Индо-грчко краљевство је почело полако да опада и последњи Индо-грчки краљ је поражен 10. године нове ере.

### Мауријско царство
Територија је пала под власт Мауријског царства, којег је предводио Чандрагупта Маурије. Мауријци су донели хиндуизам и будизам у регион, и планирали су да заузму већи део средње Азије док нису дошли у сукоб са локалним Грчко-бактријским снагама. Сматра се да је Селеук потписао мировни споразум са Чандрагуптом тако што је предао контролу над територијом јужно од Хиндукуша Мауријцима склапањем мешовитог брака и 500 слонова.
Александар их је преузео од Аријанаца и успоставио своја насеља, али их је Селеук I Никатор предао Чандрагупта Маурију као услов за склапање брака и добијање 500 слонова.
—Страбон, 64. п. н. е. – 24. н. е.
Пошто је консолидовао власт на северозападу, Чандрагупта је ишао ка истоку ка царству Нанда. Авганистанско битно древно материјално и нематеријално будистичко наслеђе је забележено низом великих археолошких локалитета, укључујући и уметничке остатке. Будистичке доктрине показују да су допирали до Балха чак током живота Буде, што је записао Ћа Занг.

### Бели Хуни (Хефталити)
Царство Хефталита у Авганистану се простирало од Кинеског Синкјанга до Сасанидског Ирана, од Согдијане до Панџаба. Њихови главни непријатељи су били персијски Сасаниди. Као резултат тога, било је релативно мало мирног доба у то време. Око 565. године нове ере, царство Хефталита је збачено комбинованим снага западних Турака и Сасанида.

## Средњи век (565—1504)
Од средњег века па до 1750. године део Авганистан је био признат као Велики Хорасан. Два од четири главна града Хорасана (Балх и Херат) се сада налазе у Авганистану. Кандахар, Газни и Кабул су представљали линију раздвајања између Хорасана и Хиндустана. Земља насељена Авганистанским племенима (прецима Паштуна) се звала Авганистан, што је благо покривало подручје између Хиндукуша и реке Инд. Најранији запис имена "Авган" ("Abgân") спомиње Шапур I током 3. века нове ере што је касније записано у облику "Avagānā" од стране Индијског астронома Вараха Михире у 6. веку нове ере. Користило се као референца легедарном претку познатом као "Afghana", унуку краља Саула. Ћа Занг, кинески путник, који је посећивао подручје Авганистана неколико пута између 630. и 644. године прича о њима. Преци многих Авганистанаца који су причали туркијски су се населили на подручје Хиндукуша и почеше се асимилирати у културу и језик Паштунских племена која су већ била присутна.

### Исламизација Авганистана
Праведни халифи су, 642. године, освојили већину западне Азије од Сасанида и Византије, и од западног града Херата уводили су ислам улазећи у нове градове. Авганистан је у том периоду имао више различитих самосталних вођа, у зависности од подручја. Преци Ебу Ханифа, укључујући и његовог оца, били су из региона Кабул.
Прве арапске снаге нису потпуно истражиле Авганистан због напада планинских племена. Већи део источног дела државе је остао независан, као део Хинду Шахи краљевстава Кабула и Ганадаре, која су опстајала све док их нису поразиле снаге муслиманске Сафаридске династије, а затим Газнавиди.

### Монголски напади
Разарања која су изазвали Монголи је резултовала уништењем неколико градова, укључујући Бамијан, Херат и Балх, и уништења плодног пољопривредног тла. Велики број становника је убијен. Већина већих градова Хиндукуша је постала део Монголског царства. Подручја јужно од Хиндукуша насељена Авганистанским племенима су била независна или су се удружила са Кхиљи династијом сееверне Индије.

### Тимуриди
Тимур је прикључио већи део подручја у своје огромно Тимуридско царство. Град Херат је постао један од главних градова царства, а његов унук Пир Мухамед је седео на челу Кандахара. Тимур је обновио већину авганистанске инфраструктуре коју је уништио његов претходник. Подручје је напредовало под његовог владавином. Тимуридова владавина је почела да опада почетком 16. века са растом новог вође у Кабулу, Бабура. Тимур, потомак Џингис Кана, је основао велико царство преко Русије и Персије којом је владао из своје престонице у Самаркланду, данашњем Узбекистану. Тимур је заробио Херат 1381. године и његов син, Шах Рудк је преселио престоницу Тимуридског царства у Херат 1405. године. Тимурци, туркијски народ, донео је Туркијску номадску културу у средњу Азију у орбиту Персијске цивилазције, тиме учинивши да Херат постане један од културнијих и напреднијих градова света. Фузија културе средње Азије и Персије беше велика заоставштива за будући Авганистан. Век касније, краљ Бабур, потомак Тимура, постао је Херат и написао "цели насељени свет нема град као Херат". Следећих 300 година источна Авганистанска племена су периодично нападала Индију стварајући велика Индо-Авганистанска царства. 1500. године, Тимуров потомак Бабур је истеран из свог дома у долини Фергана. До 16. века западни Авганистан се поново вратио под Персијску власт Сафаридске династије.

## Модерно доба (1504—1973)

### Могули, Узбеци и Сафавиди
Године 1504., Бабур, потомак Тимура, је дошао из онога што је данашњи Узбекистан и преселио се у Кабул. Почео је истраживати територије у региону, са Кабулом као војним сједиштем. Уместо да гледа ка моћним Сафавидима на западу, Бабур је био више фокусиран на Индијски потконтинент, који је укључивао регион познат као Кабулистан. 1526. године, он је кренуо са војском на заузме место Делхи султаната, које је у то време заузимала Авганистанска династија Лоди од Индије. Након што је поразио Ибрахим Лодија и његову војску, Бабур је претворио Делхи у престоницу свог недавно основаног Могулског царства.
Од 16. до 17. века, Авганистан је био подељен у три велика подручја. Север је био под вођством каната Букара, западни део су водили ирански шиитски Сафавиди и источни део је био под контролом сунитских Могула северне Индије. Регион Кандахар на југу је служио као тампон зона између Могула и Сафавида, са староседелачким Авганистанцима који су често мењали стране. Бабур је истражио градове у региону пре кампање у Индију. У Кандахару, у Чилзинској каменој планини, се налази његова лична епиграфика. Као и у остатку територија које су некад чиниле део Индијског Могулског царства, Авганистан има гробнице, палате и тврђаве које су саградили Могули.

### Хотаки династија
Године 1704., сафавидски Шах Хусеин је поставио Џурџис Кана, окрутног Грузијског поданика да води његове источне територије у региону Кандахара. Један од Џурџисових главних задатака је био да сломи побуњенике које су започели староседеоци Авганистана. Под његовом влашћу побуне су биле успешно сузбијане и владао је са Кандахаром непоколебљиво строгим мерама. Почео је да затвара и убија староседеоце Авганистана, посебно оне који су били осумњичени за учествовање у побуни. Један од оних који је ухапшен и затворен је био Мир Ваис Хотак који је припадао утицајној породици у Кандахару. Мир Ваис је послат као затвореник на персијски суд у Исфахану али је краљ одбацио оптужбе против њега, те је он послат назад у земљу порекла као слободан човек.
У априлу 1709. године, Мир Ваис је учествовао у побуни заједно са војском којом је командовао кан Нашер. Устанак је почео када су Џурџис и његова пратња убијени након пикника и банкета који је припремио Мир Ваис у својој сеоској кући ван града. Око четири дана касније, војска добро обучених грузијских снага је дошла у град пошто је чула за Џурџисову смрт али Мир Ваис и његове Авганистанске снаге су одбраниле град. Од 1710. до 1713. године, Авганистанске снаге су поразиле велике Персијске војске које су из Исфахана слали све слабији Сафавиди.
Пошто је неколико, не баш срчаних, покушаја да се угуши побуњени град пропало, Персијска влада је послала Кај Кусрауа, нећака преминулог Џурџис Кана, са војском од 30000 људи да изазове покоравање, али упркос првобитном успеху, које је навео Авганистанце да понуде предају уз споразум, његов непоколебљив став их је натерао да направе нов очајнички напор, који је резултовао у потпуном поразу Персијске војске (од које је свега 700 побегло) и смрти његовог генерала. Две године касније, 1713. године, друга Персијска војска је, којом је командовао Рустам Кан, такође је поражена од стране побуњеника, који су тако утврдили своје положаје преко целе провинције Кандахар.
———Едвард Г. Браун, 1924. година
Јужни Авганистан је постао независно локално Паштунско краљевство. Одбијајући титулу краља, Мир Ваис је прозван "принцем Кандахара и генералом националне војске" од стране Авганистанаца. Умро је природном смрћу 1715. године и наследио га је његов брат Абдул Азиз Хотак. Азиз је убијен две године касније од стране Мир Ваисовог сина, Махмуда Хотакија, наводно због планирања да преда суверенитет Кандахара Персији.</ref> Махмуд је повео Авганистанску војску на Персију 1722. године и поразио Сафавиде, који су већ деценијама опадали, у бици код Гулнабада. Авганистанци су заробили Исфахан (престоницу Сафавида) и Махмуд је постао накратко нови персијски Шах.
Махмуд је започео владавину терора, која је била кратког века, над својим Персијским поданицима који су пркосили његовој владавини од почетка, и на крају га је 1725. године убио његов рођак, Ашраф Хотаки. Неки извори кажу да је умро од лудила. Ашраф је постао нови авганистански шах од Персије убрзо након Махмудове смрти, док је домаћи регион Авганистана водио Махмудов млађи брат шах Хусеин Хотаки. Ашраф је успео да обезбеди мир, али по веома неповољним условима, са Отоманским царством 1727. године победивши супериорну Отоманску армију, али је Руска империја искористила политички немир, грађански раздор и гађење и нелојалност велике већине људи у царству, да преузме бивше Персијске територије за себе, ограничавајући количину територије под контролом шах Махмуда.
Краткотрајна династија Хотаки је била проблематична и насилна од почетка пошто су крвави сукоби отежали успостављање трајне контроле. Династија је трајала под великим немиром због крвавих освета које су учиниле њихову владану напорном, и након масакра хиљаде жртава у Исфахану; укључујући више од 3000 религијских ђака, племића и чланова породице Сафавид. Велика већина Персијанаца је одбијала авганистански режим од почетка. Владавина Хотакија се наставила у региону Авганистана све до 1738. године када је шах Хусеин поражен и протеран од стране Надера Шаха од Персије.
Династија Хотаки је коначно уклоњена са власти 1729. године, након веома кратке владавине. Поражени су од стране Иранског војног команданта Надер Шаха, вође Афшарида, у октобру 1729. године у бици код Дамгана, такође протерујући Хотакије до јужног Авганистана. Последњи владар Хотаки династије, шах Хусеин, владао је јужним Авганистаном све до 1738. године када су га Афшариди и абдалски Паштуни потпуно погазили у Кандахару.

### Дурани царство
Надер Шах је стигао са својом Афшаридском војском у Кандахар 1738. године и поразио Хусеин Хотакија, накнадно узимајући сав Авганистан у своје царство. Ту, млади заробљени тинејџер Ахмад Кан се придружује служби у нападу на Индију.
Надер Шах је убијен 19. јуна 1747. године, од стране неколико његових Персијских официра, и Афшаридско царство се распада у делове. У исто време 25. годишњи Ахмад Кан је био заузет у Авганистану позивајући на велико окупљање да се изабере вођа међу народом. Авганистанци су се сакупили у октобру 1747. године и изабрали Ахмада Шаха међу изазивачима, тиме га начинивши шефом државе. Након инаугурације или крунисања, постао је познат као Ахмад Шах Дурани. Усвојио је титули padshah durr-i dawran ("краљ", "бисер доба") и Абдали племе је постало познато као Дурани племе након тога. Ахмад Шах није само представљао Дурани него је ујединио сва Паштунска племена. До 1751. године, Ахмад Шах Дурани и његова Авганистанска војска су освојили цели данашњи Авганистан, Пакистан, и накратко, провинције Хорасан и Кохистан у Ирану, заједно са Делхијем у Индији. Поразио је царство Марата 1761. године у бици код Панипата.
У октобру 1772. године, Ахмад Шах се пензионисао у свој дом у Кандахару где је спокојно преминуо и сахрањен је на месту које је сада спојено са "Светилиштем плашта". Наследио га је син, Тимур Шах Дурани, који је преместио Авганистанко царство из Кандахара у Кабул. Тимур је умро 1793. године а његов син Заман Шах Дурани је преузео трон.
Заман Шах и његова браћа су слабо држали власт коју су им оставили славни преци. Решавали су различитости "рундом протеривања, заслепљивања и убијања", која су резултовала у опадању Авганистанске власти над далеким територјима, као што су Аток и Кашмир. Други Дуранијев унук, Шуја Шах Дурани, побегао је од гнева свог брака и потражио уточиште код Сикха. Не само да је Дурани напао Панџаб регион више пута, него је уништио најсветије храмове Сикха - Хармандир Сахиб у Амрицару, прљајући њихов sarowar крављом крвљу и одсецајући главу Баба Дип Сингу 1757. године. Сикхи, под Ранџитом Сингом, су узели већи део Дурани царства (данашњи Пакистан, али не укључујући Синд) од Авганистанаца. 1837. године, Авганистанска војска се спустила кроз Хајберски превој на снаге Сикха у Џамруду. Сикхи су имали подршку Британске источноиндијске компаније док нису поражени касније од стране Британских снага током првог и другог Англо-Сикхског рата.

### Династија Баракзај и британски утицај
Дост Мухамед Кан је добио контролу у Кабулу. Судар између све више растућег Британског царства и Руске империје је значајно утицао на Авганистан током 19. века оним што је названо "Велика игра". Британска брига због Руског напретка у средњој Азији и растућем утицају у западној Азији и Персији кулминирала је у два Англо-Авганистанска рата и опсадом Херата 1837-1838, у којем су Персијанци, покушавајући да преузму Авганистан и избаце Британце, слали војске у државу које су се бориле са Британцима углавном око Херата. Први Англо-авганистански рат (1839-1842) је резултовао уништењем Британске војске; запамћен је из личног искуства као пример свирепости Авганистанског отпора страној власти. Други Англо-авганистански рат (1878-1880) је изазвало одбијање Шер Али Кана да прихвати Британско посланство у Кабулу. Овај конфликт је довео Абдул Рахман Кана до трона Авганистана. Током његове владавине (1880–1901), Британци и Руси су званично успоставили границе онога што је данас модерни Авганистан. Британци су задржали контролу над спољним пословима Кабула. Абдур Рахманове реформе војске, правосудног система и државне инфраструктуре су дале Авганистану степен јединства и стабилности коју пре није имао. Ово је, међутим, резултовало јаком централизацијом моћи, окрутним казнама и корупцијом, и одређеним степеном међународне изолације.
Авганистан је остао неутралан током Првог светског рата, упркос немачким подстрекивањем антибританских осећања и Авганистанске побуне на границама Британске Индије. Краљева политика о неутралности није била популарна у целој земљи. Хабибула Кан, син Рахмана и његов наследник, је 1919. године убијен, вероватно од стране чланова породице које су биле против Британског утицаја. Његов трећи син, Аманулах Кан, је преузео контролу над спољном политиком Авганистана након што је започео трећи Англо-авганистански рат са нападом на Индију. Током непрестаног конфликта, ратом уморни Британци су се одрекли контроле над Авганистаном потписавши мир у Равалпиндију у августу 1920. године. Као сећање на овај догађај, Авганистанци славе 20. август као Дан Независности.

### Реформе Аманулаха Кана и грађански рат
Краљ Аманулах Кан је дошао да оконча традиционалну изолацију државе у годинама након трећег Англо-авганистанског рата. Он је успоставио дипломатске односе са већином великих држава и након турнеје Европом и Турском 1927. године (током које је приметио модернизацију и секуларизацију Ататурка) донео је неколико реформи да модернизује Авганистан. Главна снага иза ових реформи био је Махмуд Тарзи, министар спољних послова и свекар Аманулаха Кана - који је и страствено подржавао образовање жена. Борио се за члан 68 првог Устава Авганистана, што је сматрало основно образовање обавезним. Неке од његових реформи су стварно успостављене, као што је укидање традиционалног бурке за жене и отварањем одређеног броја заједничких школа за мушкарце и жене. То га је брзо удаљило од племенских и религиозних вођа. Суочен са многобројном оружаном опозицијом, Аманулах је био приморан да абдицира у јануару 1929. године након што је Кабул пао у руке снага које је предводио Хабибулах Калакани.

### Владавина Надира Кана и Захира Кана
Принц Мухамед Надир Шах, рођак Аманулаха Кана, поразио је и убио Хабубалаха Калаканија почетком новембра 1929. године. Недуго затим је проглашен за краља Кадир Кана. Почео је да консолидује власт и опоравља државу. Одбацио је реформе Аманулаха Кана и почео је чинити постепеније кораке ка модернизацији. Међутим, он је 1933. године убијен у осветничком нападу студента из Кабула.
Мухамед Захир Шах, 19-годишњи син Надира Кана, је дошао на трон и владао је од 1933. до 1973. године. Све до 1946. године Захир је владао уз помоћ ујака Сардар Мухамед Хашима Кана, који је имао позицију премијера и настављао политику Надира Кана. 1946. године, један од Захирових ујака, Садар Шах Махмуд Кан, постао је премијер и почео је експеримент који је дозвољавао веће политичке слободе, али је повукао ту политику када је отишла даље него што је очекивао. 1953. године, заменио га је на месту премијера Мухамед Дауд Кан, краљев рођак и зет. Дауд је желео ближи однос са Совјетским Савезом а даљи однос са Пакистаном. Међутим, несугласице са Пакистаном су довеле до економске кризе и он њега је затражена оставка 1963. године. Од 1963. до 1973. године, Захир је преузео активнију улогу.
Године 1964., краљ Захир је ставио на снагу либерални Устав бикамералне законодавне власти у којој краљ поставља једну трећину заменика. Народ бира другу трећину, а остатак се бира индиректно од стране провинцијских скупова. Иако је Захиров "експеримент са демократијом" изазвао пар реформи, дозволио је раст незваничних екстремистичких партија. Ово је укључивало Народну демократску партију Авганистана (НДПА), која је имала блиске идеолошке везе са Совјетским Савезом. 1967. године, НДПА се поделила у две велике фракције; Халк (народ) коју су предводили Нур Мухамед Тараки и Хафизула Амин и Парчам (застава) коју је предводио Бабрак Кармал.

## Савремено доба (1973-данас)

### Република Авганистан и крај монархије
Усред оптужби за корупцију и малверзације против краљевске породице и лоших економских услова које је створила велика суша 1971-1972, бивши премијер Мухамед Сардар Дауд Кан је преузео власт у ненасилном пучу 17. јула 1973. године, док је Захир лечио проблем са очима и примао терапију за бол у крстима у Италији. Дауд је укинуо монархију, поништио Устав из 1964. године, и прогласио Авганистан републиком а себе за председника и премијера. Његови покушаји да донесе изузетно потребне економске и друштвене реофрме нису били успешни, а нови Устав проглашен 1977. године није угушио хроничну политичку нестабилност.
Како је владало разочарење, 1978. године истакнут члан НДПА, Мир Акбар Кајбер је убијен од стране власти. Вође НДПА су страховале да их Дауд намерава све искоренити, нарочито због тога што је убрзо већину држава ухапсила. Поред тога, Хафизула Амин и број официра војног крила НДПА фракције Халк су успеле остати у бекству и организовати војни пуч.

### Демократска република и совјетски рат
Дана 27. априла 1978. године, НПДА је, вођена Нур Мухамедом Таракијем, Бабраком Кармалом и Амином Тахом збацила власт Мухамеда Дауда, који је убијен заједно са својом породицом у крвавом војном пучу. Пуч је постао познат као Саур револуција. Првог маја, Тараки је постао председник, премијер и генерални секретар НПДА. Држава је преименована у Демократска република Авганистана (ДРА), и режим НДПА је трајао све до априла 1992. године.
У марту 1979. године, Хафизула Амин је преузео позицију премијера, задржавајући позицију фелдмаршала и поставши потпредседник већа Врховне одбране. Тараки је остао на челу председника и контролом војске. 14. септембра, Амин је збацио Таракија, који је убијен. Амин је изјавио да "Авганистанци препознају само сирову снагу". Експерт за Авганистан Амин Сајкал пише: "Како је његова моћ расла, расла је и његова пожуда за личном диктатуром... као и визија за револуционарни процес базиран на страху."
Од доласка на власт, НДПА је увела либералне циљеве марксизма-лењинизма. Замењивани су религиозни и традиционални закони са оним из марксизма-лењинизма. Мушкарци су били дужни да обрију браду, жене нису смеле носити чадор, а одлазак у џамије је био забрањен. НДПА је донео низ реформи у вези женских права, укидајући уговорене бракове, дајући право женама да гласају и уводећи жене у политички живот. Један од примера је Анахита Ратебзад, која је била водећи лидер марксизма и члан револуционарног већа. Анахита је писала за чувене новине "Њу Кабул тајмс" (New Kabul Times) (28. мај, 1978. године) где стоји: "Привилегије по којој жене, по праву, морају имати су једнако образовање, безбедност на послу, здравствене услуге и слободно време за одгајање здраве генерације за будућност ове државе... Образовање и просветљавање жена је сада под великом пажњом власти." НДПА је такође донела аграрне реформе и почела истицати државни атеизам. Такође је забрањено зеленаштво. НПДА је позвала совјетски савез да помогне у модернизовању економске инфраструктуре (углавном у експлоатацији ретких минерала и природног гаса). Совјетски Савез је такође послао компаније за изградњу путева, болница, школа, за бушење бунара са водом; такође су обучавали и опремали војску Авганистана. До успона НДПА на власт, и успостављања ДРА, совјети су обећали монетарну помоћ у износу од најмање 1.262 милијарде долара.
У исто време, НДПА је хапсила, мучила и убијала хиљаде чланова традиционалне елите, религијског естаблишмента и академика. Влада је започела кампању насилне репресије, убивши између 10000 и 27000 људи и затворивши између 14000 и 20000, углавном у затвор Пул-е Чарки. У децембру 1978. године вође НДПА су потписале договор са Совјетима којим добијају војну подршку за НДПА у Авганистану ако буде потребно. Већина људи у градовима, укључујући Кабул, је или пријатно дочекала или је била несигурна у вези ове политике. Међутим, марксизам-лењинизам и секуларна природа државе као и јака зависност од Совјета су учиниле да ово постане непопуларно међу већином Авганистанског становништва. Репресија је харала великим деловима земље, углавном у руралним подручјима, прешавши у отворен револт против нове владе. До пролећа 1979. године, немири су се дешавали у 24 од 28 Авганистанских провинција укључујући велика урбана подручја. Више од пола авганистанских војника се или придружила побуњеницима или дезертирала. Већина ствари нове политике се сударала са традиционалним Авганистанским разумевањем ислама, чинећи религију једном од главних снага способних да уједине племенски и етнички подељено становништво против непопуларне нове власти.
У јеку Иранске револуције, САД је хтела зближавање са владом Авганистана - што су Совјети сматрали неприхватљивим због слабљења Совјетског утицаја над режимом. У фебруару 1979. године, амбасадор САД Адолф Дабс је убијен у Кабулу. САД је смањила билатералну подршку и окончала мали војни програм за обучавање.
Да би подржали фракцију Парчам, совјетски савез је одлучио да интервенише 24. децембра 1979. године, када је црвена армија напала своје комшије на југу. Преко 100000 Совјетских снага су учествовале у нападу, уз подршку додатних 100000 авганистанских војника и присталица фракције Парчам. У међувремену, Хафизула Амин је убијен и заменио га је Бабрак Кармал.
Сви преостали договори о подршци САД су окончани након напада Совјета на Авганистан. Након напада Совјета, САД су подржавале дипломатске напоре да се постигне повлачење снага Совјета. Великодушни доприноси САД за избеглички програм у Пакистану је одиграо важну улогу у напорима да се помогне Авганистанским избеглицама.
Као одговор на Совјетску окупацију Авганистана, администрација председника Џимија Картера и Роналда Регана је започела са наоружавањем муџахедина. Рани извештаји показују да је око $6–20 милијарди потрошено од стране САД и Саудијске Арабије али скорији извештаји показују да су САД и Саудијска Арабија потрошиле око $40 милијарди у новцу и оружју.
Десетогодишња Совјетска окупација је резултовала смрћу преко 850.000 и 1.500.000 цивила из Авганистана. Око 6 милиона је побегло у Пакистан и Иран, и одатле преко 38000 је отишло у САД а много више у Европску унију. Суочени са све већим међународним притиском и великим бројем жртава на обје стране, Совјети су се повукли 1989. године. Њихово повлачење је виђено као идеолошка победа у САД, која је давала подршку муџахединима да би се бранили од Совјетског утицаја у близини персијског залива богатог нафтом.

### Страна мешања и грађански рат
1992-1996
Након пада комунистичког режима 1992. године, Авганистанске политичке партије су пристале на пешаварски споразум. Тај споразум је створио Исламску државу Авганистан и поставио привремену владу током транзитног периода. Према Хјуман рајтс вочу:
Суверенитет Авганистана је формално овлаштен Исламском државом Авганистан, ентитетом основаним у априлу 1992. након пада Наџибулахове владе коју је подржавао совјетски савез.[...] Сем Гулбудин Хекматјарове партије Хезбе Ислами, све остале партије [...] биле су уједињене под новом владом у априлу 1992. године.[...] Хезбе Ислами је одбила да призна владу у периоду дискутовања у овом извештају и изводила је нападе против владиних снага и Кабула.[...] Бомбе и ракете су падале свугде.
Гулбудин Хекматјар је вођен, финансиран и снабдеван Пакистанском војском. Авганистански аналитичар Амин Сајкал износи закључак у својој књизи Модерни Авганистан: Историја борбе и преживљавања:
Пакистан је био вољан да се припреми за нагли напредак у средњу Азију.[...] Исламабад није могао очекивати од нових исламских вођа владе[...]да се повинују њиховим националистичким задацима да би помогли Пакистану да оствари своје регионалне амбиције.[...]Да није било логистичке подршке и снабдевања великим броје ракета ИСИ-ја (тајна обавештајна служба Пакистана), Хекмајтарове снаге не би могле уништити пола Кабула.
Није било времена за привремену владу да створи функционалне државне одсеке, полицијске јединице и правосудни систем и рачуноводство. Саудијска Арабија и Иран су наоружавали и обучавали Авганистанске милиције. Издање Универзитета Џорџ Вашингтон описује:
Спољашње снаге су виделе нестабилност Авганистана као прилику да појачају сопствену сигурност и политичке циљеве.
Према Хјуман рајтс вочу, бројни ирански агенти су помагали снагама шиитске Хезбе Вахдат партије Абдул Али Мазарија, пошто је Иран покушавао да повећа војну моћ и утицај. Саудијска Арабија је покушавала да ојача вахабисту Абдул Расул Сајафа и његову фракцију партије Итихад Ислами. Зверства су чинили појединци обе фракције док је Кабул падао у безакоње и хаос што је описано у извештајима Хјуман рајтс воча и Авганистанског правосудног пројекта. Поново, Хјуман рајтс воч пише:
Ретки прекиди ватре, углавном договарани од стране представника Ахмад Шах Масуда, Сибгатулах Моџадедија или Бурнахудина Рабанија (привремена влада), или од званичника међународног комитета Црвеног крста, углавном су престајали важити након пар дана.
Главне снаге које су биле укључене током тог периода у Кабулу, северном, централном и источном Авганистану биле су Хезбе Ислами Гулбудина Хекматјара вођени Пакистаном, Хезбе Вахдат Абдула Али Мазарија вођени Ираном, Итехад Ислами Абдула Расул Сајафа вођена Саудијском Арабијом, Џунбиш Мили Абдула Рашид Достума вођени Узбекистаном, Харакат Ислами Хусеин Анварија и Шура Назар које су биле присутне као редовна исламска државна војска (као што је договорено пешаварским споразумом) под вођством министра одбране Ахмад Шах Масуда.
У међувремену, јужни Авганистан није био ни под контролом милиција које су предводиле стране државе, ни под привременом владом у Кабулу, које нису учествовале у аферама у јужном Авганистану током тог времена. Јужни део Авганистана је водио Гул Ага Шерзај. Јужни део Кандахара је био центар безакоња, криминала и зверстава која су подстицала сложена сукобљена Паштунска племена. године, Талибани су развили у Авганистану политичко-религијске снаге, наводно противећи се тиранији локалног гувернера. Мухамед Омар је започео свој покрет са мање од 50 наоружаних студената медресе у свом родном граду Кандахару. Пошто је Гулбудин Хекматјар био безуспешан у освајању Кабула, Пакистан је почео давати подршку Талибанима. Многи аналитичари као што је Амин Сајкал описују Талибане као војску која има пуномоћ Пакистана што су Талибани негирали. 1994. године, Талибани заузимају неколико провинција у јужном и централном Авганистану.
Године 1995., снаге Хезбе Исламија, Хезбе Вахдата као и снаге Џунбиша су поражене у Кабулу од стране снага привремене владе под вођством Масуда који је онда покушао да започне национални политички процес са циљем националне консолидације и демократских избора, позивајући и Талибане да се придруже. Талибани су то одбили.

### Талибани и Уједињени фронт
1996-2001
Талибани су почели нападати Кабул почетком 1995. године али су их поразиле снаге владе Исламске државе под вођством Ахмад Шах Масуда. Амнести интернашонал је 1995. године написао извештај који се односи на нападе Талибана:
Ово је први пут у неколико месеци да су цивили Кабула постали мете ракетних напада и бомбардовања која су усмерена на стамбена насеља у граду.
Дана 26. септембра 1996. године, док су Талибани, заједно са војном подршком Пакистана и финансијском подршком Саудијске Арабије, припремали велику офанзиву, Масуд је наредио потпуно повлачење из града. Талибани су заузели Кабул 27. септембра 1996. године, и успоставили исламски емират Авганистана. Наметнули су деловима Авганистана под њиховом контролом своју политичку и правосудну интерпретацију Ислама, издавајући едикте који су забрањивали женама да раде изван куће, да иду у школу или напуштају домове сем у пратњи мушког члана родбине.
Након пада Кабула у руке Талибана 27. септембра 1996. године, Ахмад Шах Масуд и Абдул Рашид Достум, некада два непријатеља, створили су Уједињени фронт (Северна Алијанса) за борбу против Талибана, који су припремали нападе на преостала подручја под контролом Масуда и Достума. Северна Алијанса је укључивала поред углавном Масудових Таџика и Достумових Узбека, фракције Хазара и Паштуна под вођством команданата као што су Абдук Хак, Абдул Кадир, Кари Баба или дипломата Абдул Рахим Гафурзаи. Од Талибанског освајања 1996. до новембра 2001. године Уједињени фронт је контролисао око 30% Авганистанског становништва у провинцијама као што су Бадахшан, Каписа, Такар, и делове провинције Парван, Кунар, Нурестан, Лагмар, Саманган, Кундуз, Гор и Бамијан.
Према извештају Уједињених нација, Талибани су, док су покушавали да консолидују конторлу над северним и западним Авганистаном, починили масакре над цивилима. Званичници УН тврде да је почињено 15 масакра између 1996. и 2001. године. Такође тврде да су масакри били систематски и да сви воде назад до Талибанског министра одбране или до Мухамед Омара лично. Талибани су посебно циљали Шиитске припаднике или припаднике етничке групе Хазара. Након што су заузели Мазари Шариф 1998. године, око 4000 цивила је убијено од стране Талибана а више је мучено. Међу оним убијеним у Мазари Шарифу било је неколико Иранских дипломата. Неке су киднаповали Талибани, узрокујући талачку кризу која је замало прешла у потпун рат, са 150.000 Иранских војника на граници са Авганистаном. Касније је признато да су дипломате убили Талибани, и да су њихова тела враћена у Иран.
Документа такође откривају улогу Арапске и Пакистанске подршке у овим убиствима. Бин Ладенова такозвана 55-а бригада је одговорна за масовна убиства Авганистанских цивила. Извештај УН наводи изјаве сведока у многим селима која описују Арапе како носе дуге ножеве које користе за клање и дерање коже.
Пакистански председник Первез Мушараф (тада начелник војног штаба) је био одговаран за слање хиљаде Пакистанаца у борбу на страни Талибана и Бин Ладена против Масуда. Верује се да је укупно било 28.000 Пакистанаца који су се борили унутар Авганистана. 20.000 је било редовна Пакистанска војска и око 8.000 су били милитанти регрутовани у медресама. Документ Стејт Департмента из 1998. године потврђује да између 20%-40% Талибанских снага чине Пакистанци. Документи даље говори да родитељи тих Пакистанаца "нису знали ништа о учешћу њиховог детета са Талибанима све док њихова тела нису враћана у Пакистан". Бин Ладен је слао Арапске регруте да се боре против Уједињеног фронта. Око 45.000 Пакистанаца, Талибана и војника Ал Каиде се борило против војске Масуда којих је било око 14.000 Авганистанаца.
Према Хјуман рајтс вочу 1977. године талибански војници су убијали унутар и изван Мазари Шарифа Достумове снаге. Достума су погубили Талибани 1998. године падом Мазари Шарифа. Масуд је остао једини вођа Северне Алијансе у Авганистану.
У подручјима под његовом контролом, Ахмад Шах Масуд, је успоставио демократске институције и потписао повељу о женским правима. Хјуман рајтс воч не наводи никакве повреде људских права под директном контролом Масуда од октобра 1996. до његовог убиства у септембру 2001. године. Као последица бежања многих цивила у подручја под контролом Ахмад Шах Масуда, Нешнал џиографик доноси закључак у документарцу "Унутар редова Талибана".
Једина ствар која стоји између будућих Талибанских масакра је Ахмад Шах Масуд.
Талибани су више пута нудили Масуду позицију у власти да би престао да отпором. Масуд је одбијао јер се није борио за позицију на власти. Он то објашњава у једном интервјуу:
"Талибани кажу: "Дођи и прихвати место премијера и придружи нам се", а они ће заузети највише место у држави, место председника. Али по којој цени?! Разлика између нас је углавном наш начин размишљања у вези друштва и државе. Не можемо прихватити услове и компромисе, јер онда одступамо од принципа модерне демократије. Ми смо фундаментално против система који се зове "емират Авганистана".
"Теба да постоји Авганистан у којем је сваки Авганистанац срећан. А ја верујем да се то може постићи демократијом базираном на консензусу."
Почетком 2001. године Масуд се обратио Европском Парламенту у Бриселу тражећи од међународне заједнице да пружи хуманитарну помоћ народу Авганистана. Он наглашава да Талибани и Ал Каида спроводе "веома погрешну перцепцију Ислама" и да без подршке Пакистана Талибани не би могли да одрже војну кампању ни годину дана. На свом путу у Европу он је такође упозорио на информације које је добио из својих обавештајних служби а које говоре о будућем нападу на тлу САД.

### Присуство НАТО-а и администрација Карзаја
Дана 9. септембра 2001. године, Ахмад Шах Масуда су убила два Арапска бомбаша самоубице у Авганистану. Два дана касније 3.000 људи су постале жртве у нападу 11. септембра 2001. године на тлу САД, када су Ал Каидини бомбаши самоубице отели авионе и њима удараили су зграде у Њујорку. Тада је председник САД Џорџ В. Буш оптужио Осаму бин Ладена и Калида Шеик Мухамеда као лица одговорна за нападе. Када су Талибани одбили да предају бин Ладена властима САД и да напусте базе Ал Каиде у Авганстнистану, операција Трајна слобода је започета у којој су тимови Америчких и Британских снага сарађивали са командантима Северне Алијансе против Талибана.[[Tyler, Patrick (October 8, 2001). У исто време снаге САД су бомбардовале Талибане и Ал Каиду по Авганистану крстарећим ракетама. Ови потези су довели до пада Мазари Шарифа на северу а касније и свих других градова, пошто су Талибани прелазили порозну границу Дуранд линије у Пакистан. У децембру 2001. године, након што су снаге Талибана срушене и нова Авганистанска влада под вођством Хамида Карзаја основана, Међународне снаге за безбедносну помоћ су успостављене од стране Савета безбедности Организације уједињених нација да би помогле администрацији Карзаја и пружиле сигурност Авганистанском народу.
Док су се Талибани груписали у Пакистану, више коалиционих трупа је приступало рату у Авганистану. У међувремену, обнављање је започето 2002. године. Авганистанци су саградили демократске структуре током година, и остварен је одређен напредак у кључним стварима као што је управа, економија, здравство, образовање, транспорт и пољопривреда. НАТО је обучавао оружане снаге Авганистана као и полицију. Међународне снаге за безбедносну помоћ и Авганистанске снаге су водиле многе офанзиве против Талибана али нису успеле у потпуности да их поразе. До 2009. године, тајна Талибанска влада је почела да се формира у многим деловима земље заједно са сопственим верзијама правосуђа. Након што је председник САД Барак Обама најавио слање још 30.000 војника 2010. године на две године, Шпигел је објавио слике у којима војници САД убијају ненаоружане Авганистанске цивиле.
У октобру 2008. године секретар одбране САД Гејтс је тврдио да је политички договор са Талибанима крај рата у Авганистану. 2010. године почели су преговори о миру. Почетком јануара, талибански команданти су одржали тајне разговоре са изасланицима УН у вези мировног споразума. Регионални команданти Талибанског већа, Куета Шура, тражили су састанак са посебним представником УН у Авганистану, Кај Ејдом, који се одржао у Дубаију 8. јануара. То је био први састанак између УН и старијих чланова Талибана. 26. јануара 2010. године, на конференцији у Лондону којој је присуствовало око 70 држава и организација, председник Авганистана Хамид Карзај је истакао да намерава да ступи у контакт са вођама Талибана (укључујући Мухамеда Омара, Сираџудина Хаканија и Гулбудина Хекматјара). Уз подршку НАТО-а, Карзај је позвао вође група на учешће на лоја жига састанку због покретања разговора о миру. Ови кораци су резултовали у јачању бомбардовања, убистава и заседа. Неке од Авганистанских група су веровале да су планови Карзаја да умири вођство побуњеника по цену демократског Устава, демократског процеса и напретка на пољу људских права а посебно права жена.
Након смрти Осаме бин Ладена у мају 2011. године у Пакистану, многе истакнуте личности Авганистану су ликвидиране, укључујући Мухамед Дауд Дауда, Ахмад Вали Карзаја, Јан Мухамед Кана, Гулам Хајдер Хамидија, Бурнахудин Рабанија и других. Исте године, несугласице око Пакистанско-Авганистанске границе су се повећале и многи напади од стране Хакани мреже су започети у Авганистану. Ово је довело до тога да су САД упозориле Пакистан на могућу војну акцију против Хаканија у племенским подручјима под федералном управом. САД су кривиле владу Пакистана, већином војску Пакистана и шпијунску мрежу ИСИ-ја као вође свега.
Амбасадор САД у Пакистану, Камерон Мунтер, изјавио је за радио Пакистан "да су напади који су се догодили у Кабулу пре пар дана дело Хакани мреже. Постоје докази који повезују Хакани мрежу са владом Пакистана. То је нешто што се мора зауставити." 16. октобра 2001. године, операција "Оштрица ножа" је започета од стране НАТО и Авганистанских снага против мреже Хакани у југоисточном Авганистану. Министар одбране Авганистана, Абдул Рахим Вадак, објаснио је да ће операција помоћи у елиминисању побуњеника у подручјима спорне границе. У новембру 2011, НАТО снаге су биле 24 Пакистанска војника у близини границе са Пакистаном.